# Confienza (1890)
Крейсер «Конфієнца» (італ. Confienza) — торпедний крейсер типу «Гоїто» Королівських ВМС Італії 2-ї половини XIX століття; 

## Історія створення
Крейсер «Конфієнца», останній у серії, на відміну від інших кораблів типу «Гоїто» був спроєктований італійським кораблебудівником Джачінто Пулліно (італ. Giacinto Pullino). Корабель був закладений у вересні 1887 року на арсеналі флоту в місті Ла-Спеція. Спущений на воду 28 липня 1889 року, вступив у стрій 11 квітня 1890 року. Свою назву отримав на честь однойменного міста.

## Особливості конструкції та озброєння
Силова установка крейсера складалась з 4 вогнетрубних парових котлів та 3 парових машин подвійного розширення потужністю 1962 к.с. Вона забезпечувала швидкість у 17 вузлів. На відміну від інших кораблів серії, на «Конфієнці» була лише одна димова труба.
Озброєння складалось однієї 120-мм гармати, шести 57-мм гармат, двох 37-мм гармат та п'яти 356-мм торпедних апаратів.

## Історія служби
У 1894 році крейсер «Конфієнца» був включений до складу 3-го Дивізіону італійського флоту. 
У 1895 році «Конфієнца» разом з більшістю інших торпедних крейсерів, був включений до складу 2-го Морського департаменту, який відповідав за ділянку узбережжя від Неаполя до Таранто.
Служба крейсера «Конфієнца» була найкоротшою з-поміж однотипних кораблів - 26 серпня 1901 року корабель був виключений зі складу флоту та розібраний на метал.